# Anchoa parva
Anchoa parva is een straalvinnige vis uit de familie van de ansjovissen (Engraulidae), orde van haringachtigen (Clupeiformes). De vis kan een lengte bereiken van 6 centimeter.

## Leefomgeving
De soort komt zowel in zoet, brak als zout water voor in tropische wateren in de Atlantische Oceaan.

## Relatie tot de mens
Anchoa parva is voor de visserij van beperkt commercieel belang. In de hengelsport wordt er weinig op de vis gejaagd.